# Domonkos-patak
A Domonkos-patak a Heves-Borsodi-dombságban ered, Szentdomonkos településtől északra, Heves vármegyében, mintegy 300 méteres tengerszint feletti magasságban. A patak forrásától kezdve délnyugati irányban halad, majd Szentdomonkos középső részénél éri el a Leleszi-patakot. A patak keresztülhalad a Tarnavidéki Tájvédelmi Körzeten.

## Part menti település
A patak partján fekvő egyetlen település, Szentdomonkos lakossága meghaladja a 400 főt.